# Беррон (округ, Вісконсин)
Шаблон:StateAbbr_ 45°25′ пн. ш. 91°51′ зх. д. / 45.42° пн. ш. 91.85° зх. д.
 Беррон (англ. Barron County) — округ (графство) у штаті  Вісконсин. Ідентифікатор округу 55005.

## Історія
Округ утворений 1874 року.

## Демографія
За даними перепису 
2000 року 
загальне населення округу становило 44963 осіб, зокрема міського населення було 12532, а сільського — 32431.
Серед них чоловіків — 22274, а жінок — 22689. В окрузі було 17851 домогосподарство, 12349 родин, які мешкали в 20969 будинках.
Середній розмір родини становив 2,97.
Віковий розподіл населення поданий у таблиці:
| Стать    | До 15 років | 15-21 | 22-29 | 30-39 | 40-49 | 50-65 | 65-85 | Понад 85 |
| -------- | ----------- | ----- | ----- | ----- | ----- | ----- | ----- | -------- |
| Чоловіки | 4638        | 2465  | 1802  | 3080  | 3537  | 3577  | 2834  | 341      |
| Жінки    | 4390        | 2203  | 1774  | 3022  | 3439  | 3662  | 3477  | 722      |

## Суміжні округи
- Вошберн — північ
- Соєр — північний схід
- Раск — схід
- Чиппева — південний схід
- Данн — південь
- Сент-Круа — південний захід
- Полк — захід
- Бернетт — північний захід

## Виноски
1. ↑  U.S. Decennial Census. United States Census Bureau. Архів оригіналу за 26 квітня 2015. Процитовано 2 серпня 2015.
2. ↑  Historical Census Browser. University of Virginia Library. Архів оригіналу за 11 серпня 2012. Процитовано 2 серпня 2015.
3. ↑  Forstall, Richard L., ред. (27 березня 1995). Population of Counties by Decennial Census: 1900 to 1990. United States Census Bureau. Архів оригіналу за 18 липня 2015. Процитовано 2 серпня 2015.
4. ↑  Census 2000 PHC-T-4. Ranking Tables for Counties: 1990 and 2000 (PDF). United States Census Bureau. 2 квітня 2001. Архів оригіналу (PDF) за 18 грудня 2014. Процитовано 2 серпня 2015.
5. ↑  State & County QuickFacts. United States Census Bureau. Архів оригіналу за 6 липня 2011. Процитовано 17 січня 2014.(англ.) Наведено за англійською вікіпедією.
6. ↑  American FactFinder. Бюро перепису населення США. Архів оригіналу за 26 лютого 2012. Процитовано 31 січня 2008. [Архівовано 2008-05-21 у Wayback Machine.]

| США | Це незавершена стаття з географії США. Ви можете допомогти проєкту, виправивши або дописавши її. |